# Manette

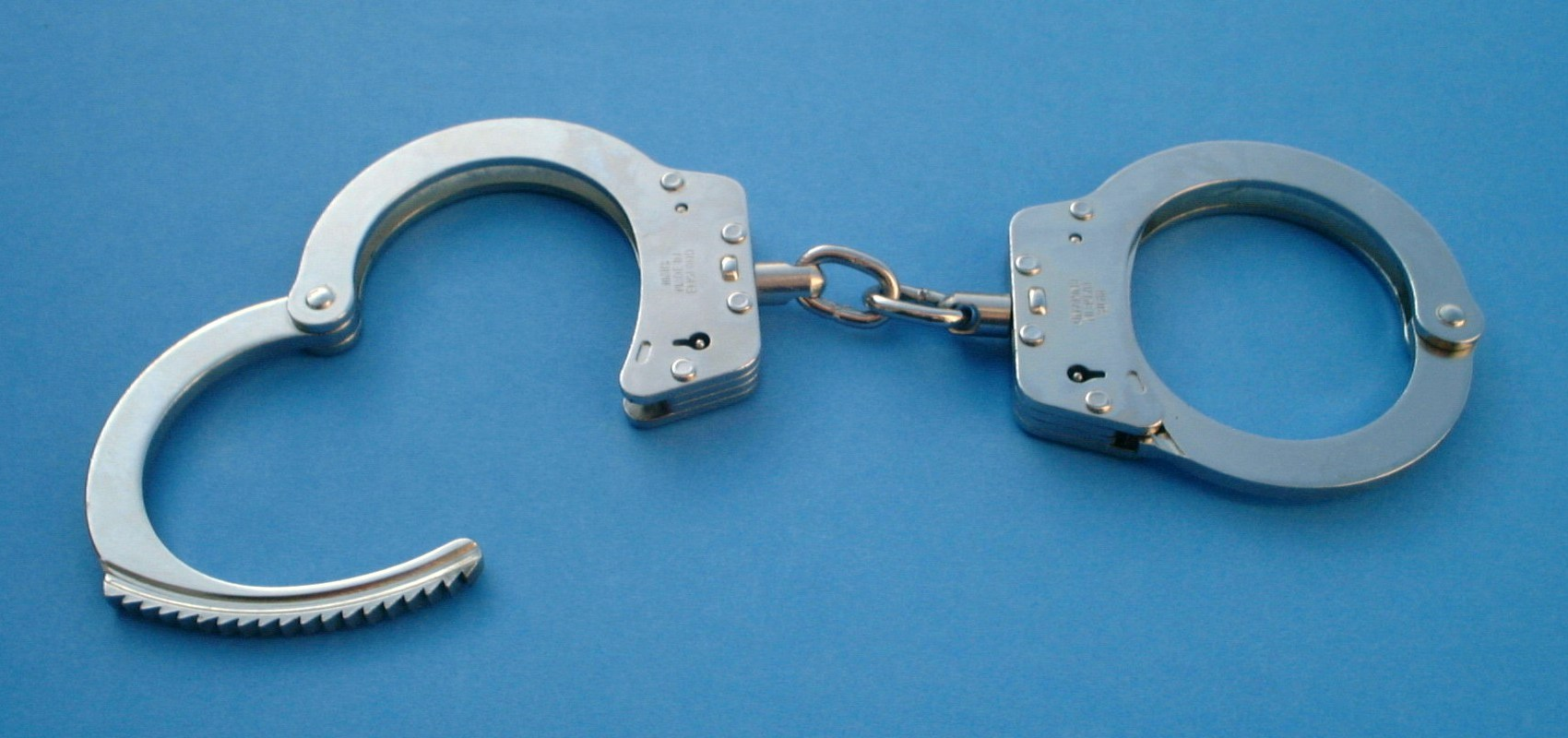
Un paio di manette

Le manette sono dispositivi di ritenuta progettati per assicurare i polsi di un individuo in prossimità l'uno dell'altro. 
Sono generalmente utilizzate dalle forze di polizia, per impedire che determinati soggetti fuggano, o aggrediscano gli stessi operatori di polizia o terzi e tentino di sottrarsi all'arresto, specialmente in flagranza di reato. 

## Caratteristiche

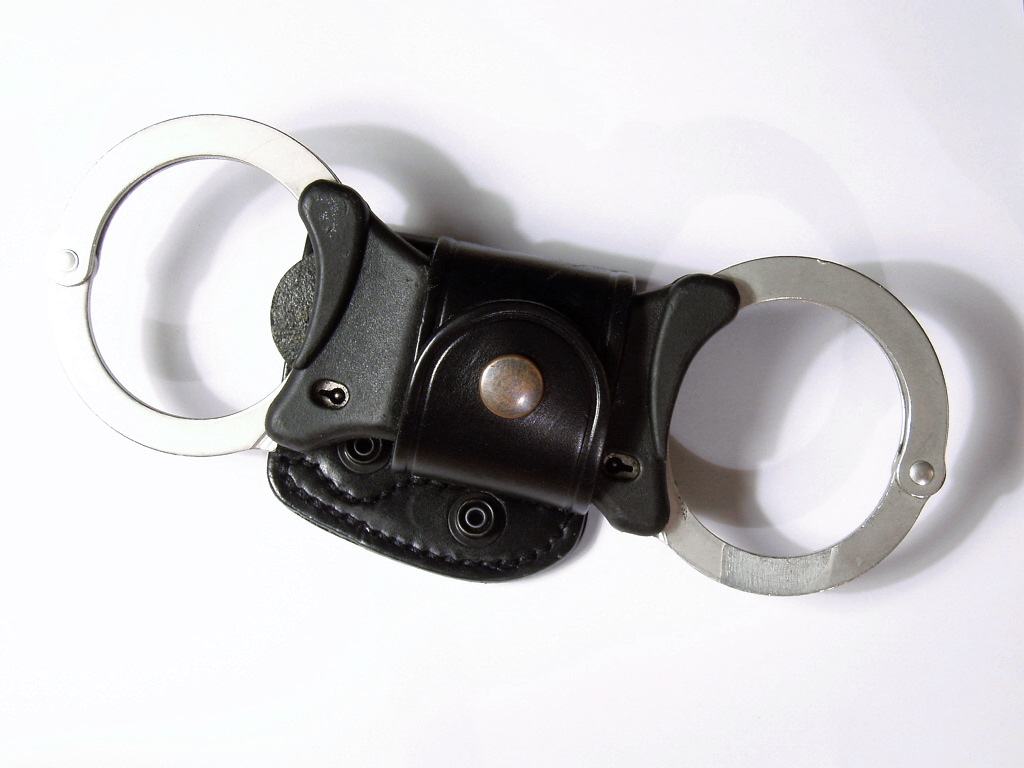
Manette rigide.

Sono formate da due semi-strutture di forma ovoidale, collegate da una catena o da una sorta di cardine. Sono costituiti da due parti, collegate tra loro da una catena o una barra rigida. Ognuna delle strutture alle estremità ha un braccio rotante che si innesta con un cricchetto che ne impedisce l'apertura una volta chiuso attorno al polso di una persona. 
Su una delle strutture laterali vi è una serratura che ne consente l'apertura con una chiave; senza quest'ultima, le manette non possono essere rimosse senza conoscenze specialistiche in meccanica e la persona ammanettata non può muovere i polsi a più di pochi centimetri o pollici di distanza, rendendo molte attività difficili o impossibili.
Esistono anche versioni di manette dette "rigide" che non permettono alcuno movimento nelle braccia, utilizzate ad esempio dalla polizia del Regno Unito.

## Nel mondo

### Italia
Nel codice di procedura penale italiano non ci sono disposizioni al riguardo, tuttavia l'utilizzo delle stesse è previsto in alcune ipotesi tipiche previste dalla legge, come ad esempio secondo quanto disposto dalla legge 26 luglio 1975, n. 354, come modificata dalla legge 12 dicembre 1992 n. 492; che all'art. 42 bis comma 5 prevede:
In via generale, la circolare del Ministero della giustizia n. 558 dell'8 aprile 1993 ha specificato che spetta all'autorità che esegue la traduzione verificare la ricorrenza delle predette condizioni che legittimano l'uso di manette ai polsi. Nel caso di eventuale uso ingiustificato delle manette, ricorrono gli estremi del reato di abuso di autorità contro arrestati previsto e punito dall'art. 608 (abuso di autorità contro arrestati o detenuti) del codice penale italiano.
Per quanto riguarda il loro utilizzo su minorenni il d.lgs. 28 luglio 1989 n. 272 vieta l'utilizzo di strumenti di coercizine fisica, salvo casi che ricorrano gravi esigenze di sicurezza.

### Stati Uniti
Negli Stati Uniti l'utilizzo delle manette è una prassi consolidata, soprattutto a partire dalla seconda metà degli anni sessanta. Vengono quasi sempre utilizzate in tutti i casi in cui una persona è dichiarata in arresto, e quindi esse vengono utilizzate sempre e comunque quando una persona venga fermata o arrestata dalla forze di polizia negli Stati Uniti. 
Talvolta l'utilizzo eccessivamente disinvolto delle stesse, ad esempio anche se nei confronti di bambini, ha suscitato sdegno nell'opinione pubblica.

## Altri usi
Le manette sono uno degli oggetti più diffusi nelle pratiche bondage. Apposite manette vengono progettate e vendute a questo scopo, giacché l'uso improprio di veri e propri dispositivi di sicurezza può risultare pericoloso.